# Питер Блау
Питер Мајкл Блау (енгл. Peter Michael Blau; Беч, 7. фебруар 1918 – 12. март 2002) био је амерички социолог и теоретичар. Рођен у Бечу, Аустрија, емигрирао је у Сједињене Америчке Државе 1939. Докторирао је на Универзитету Колумбија године 1952. и био је инструктор на Универзитету Вејн Стејт у Детроиту од 1949. до 1951. након чега је наставио да предаје на Универзитету у Чикагу од 1953. до 1970. Исте године се враћа на Универзитет Колумбија, где наставља да предаје све до 1988. након чега ће до 2000. године имати титулу професора емеритуса на Универзитету Северне Каролине, на истом одсеку као његова жена Џудит.
Његова специјалност биле су друштвене структуре као и бирократија. Творац је теорија које се везују за многе аспекте друштвених феномена, укључујући социјалну мобилност. Такође је творац теорије која објашњава како популационе структуре утичу на понашање људи.
Године 1974. Блау је постао председник Америчког социолошког удружења.

## Рани период живота
Питер је рођен 1918. године мало пре пада Аустроугарске. По вероисповести је био Јеврејин и растао је у време када је моћ фашизма у Европи све више расла и када је утицај Адолфа Хитлера на Аустрију постајао све евидентнији. Када је Хитлер дошао У Аустрију 1938. године, Блау је покушао да побегне у тадашњу Чехословачку. Међутим, био је ухваћен од стране нациста. Након што је одслужио казну, успева да из другог покушаја дође до Прага. Његова породица одлучила је да остане у Аустрији. Уз помоћ једног од његових професора, добија избегличку стипендију од Елмхерст Колеџа из Чикага. Путује за Америку где завршава студије и дипломира 1942. и добија америчко држављанство 1943. године. Блау се враћа у Европу као припадник Армије Сједињених Америчких Држава у улози преводиоца. За своје дужности бива награђен бронзаним орденом, али у то време такође сазнаје да му је породица убијена у Аушвицу.

## Теорија
По Блауу, социолошке теорије створене су логичком дедукцијом. Његова вера у логику и дедуктивни приступ социолошкој теорији тесно га повезују са филозофијом позитивизма и традиционалним француским социолозима Огистом Контом и Емилом Диркемом.

## Теорија размене
Једна од Блауових главних области интересовања у комплексу друштвених структура јесте социјална интеракција. Своје интересовање је изразио изјавом: "Главна социолошка суштина изучавања процеса интеракције лице у лице јесте постављање темеља за разумевање социјалних структура у развоју ". Блау је своју пажњу усмерио ка процесу социјалне размене, за коју је веровао да има огроман утицај на људско понашање и да је водећи фактор у индивидуалним и групним одоносима. Он заправо објашњава да је социјална привлачност оно што води успостављању социајалних односа. Процес размене треба да буде једнак, иако се често догађају неједнакости у разменама што углавном доводи до премоћи једне стране. Особа од које остали зависе у процесу размене има моћ над њима. У таквим случајевима, индивидуа која поседује премоћ над осталима треба да се придржава норми и вредности друштва, као што су праведност и реципроцитет, како би остали који од њега зависе могли да оправдају његову моћ лојалношћу и усклађеношћу. Тек тада, како каже Блау, организација постаје независна од појединца и постаје део социјалне структуре.

## Популационе структуре
Однос популационе структуре и социјалне интеракције представљао је још један предмет Блауовог интересовања. Блау је веровао да је популациона структура направила смернице за специфична људска понашања, поготово у оквиру групе. Блау је препознао социјалну структуру као нешто стабилно, али је идентификовао два феномена за које је веровао да су допринели промени у структури једне популације. То су били социјална мобилност и конфликт. Блау је мислио да је социјална мобилност, коју је описао као било које кретање појединца у некој популацији, била корисна за односе у групи у оквиру једне популационе структуре, и предвидео исходе који су укључивали разноврсне социјалне односе и мобилност. Блау је такође тражио објашњење за структурне узроке конфликта, узимајући као главни узрок дистрибуцију становништва, посматран одвојено од индивидуалних или политичких питања. За Блауа, структурни конфликт је повезан са неједнакошћу статуса, величином групе, социјалном мобилношћу унутар група и вероватноћом њиховог социјалног контакта. Блау је утврдио да превенција конфликта може бити остварена кроз удруживање више група и укрштање са комплекснијим друштвима.